# Li Hongli
Li Hongli (en chino: 李宏利; Ningyuan, 26 de diciembre de 1980) es un deportista chino que compitió en halterofilia.
Participó en los Juegos Olímpicos de Pekín 2008, obteniendo una medalla de plata en la categoría de 77 kg. Ganó cuatro medallas en el Campeonato Mundial de Halterofilia entre los años 2003 y 2007.

## Palmarés internacional
| Juegos Olímpicos   | Juegos Olímpicos                | Juegos Olímpicos  | Juegos Olímpicos |
| Año                | Lugar                           | Medalla           | Categoría        |
| ------------------ | ------------------------------- | ----------------- | ---------------- |
| 2008               | Pekín (China)                   | Medalla de plata  | 77 kg            |
| Campeonato Mundial |                                 |                   |                  |
| Año                | Lugar                           | Medalla           | Categoría        |
| 2003               | Vancouver (Canadá)              | Medalla de bronce | 77 kg            |
| 2005               | Doha (Catar)                    | Medalla de oro    | 77 kg            |
| 2006               | Santo Domingo (Rep. Dominicana) | Medalla de plata  | 77 kg            |
| 2007               | Chiang Mai (Tailandia)          | Medalla de bronce | 77 kg            |